# ساهارا بک
ساهارا بک (متولد ۱۹۹۶) خواننده و ترانه‌سرای استرالیایی اهل سان شاین کوست، کوئینزلند است. او دو آلبوم استودیویی منتشر کرده‌است.
بک در داروین، قلمرو شمالی در سال ۱۹۹۶ به دنیا آمد و از خانواده ای موسیقی دان است. در کودکی، مری پاپینز را تماشا می‌کرد که بک الهام بخش آواز خواندن بود. او در کلاس‌های آواز، پیانو، آموزش گیتار و ترومپت شرکت کرد.

## آهنگ‌شناسی
| عنوان    | جزئیات آلبوم                                    |
| -------- | ----------------------------------------------- |
| جلد اول  | - منتشر شده: ۲ اکتبر ۲۰۱۱ - برچسب: سی دی بیبی   |
| نوش دارو | - منتشر شده: ۲۲ آوریل ۲۰۱۶ - برچسب: ایجاد کنترل |

### نمایشنامه‌های تمدید شده
| عنوان                     | جزئیات EP                                             |
| ------------------------- | ----------------------------------------------------- |
| شما می‌توانید خوشحال باشید | - انبار شده: ۳۱ اکتبر ۲۰۱۳ - برچسب: Sugarrush Records |
| شکوفه                     | - منتشر شده: ۱۰ اکتبر ۲۰۱۴ - برچسب: Sugarrush Records |
| ملکهٔ قلب‌ها                | - منتشر شده: ۱۰ آوریل ۲۰۱۹ - برچسب: فرایند شبنم       |

### تک آهنگها
| عنوان                                           | سال  | آلبوم                     |
| ----------------------------------------------- | ---- | ------------------------- |
| "بنگ بنگ بنگ"                                   | ۲۰۱۳ | شما می‌توانید خوشحال باشید |
| "بیا مرد تو مرده‌ای"                             | ۲۰۱۳ | شما می‌توانید خوشحال باشید |
| "برادر خواهر"                                   | ۲۰۱۴ | شکوفه                     |
| "مظاهر"                                         | ۲۰۱۴ | شکوفه                     |
| "اینجا می‌آید"                                   | ۲۰۱۶ | نوش دارو                  |
| "دوباره شروع کنیم"                              |      |                           |
| "امروز کاری انجام ندادم"                        | ۲۰۱۹ |                           |
| "امشب در خانه خواهیم بود" (with Luke & Friends) |      |                           |
| "هوس من"                                        | ۲۰۲۱ |                           |
| "شب‌های دره" (with تیا گوستلو و هوپ دی)          | ۲۰۲۱ | non-album single          |
| "شکارچی"                                        | ۲۰۲۳ |                           |
| "سفر"                                           | ۲۰۲۳ |                           |